# Les philosophes lisent la Bible

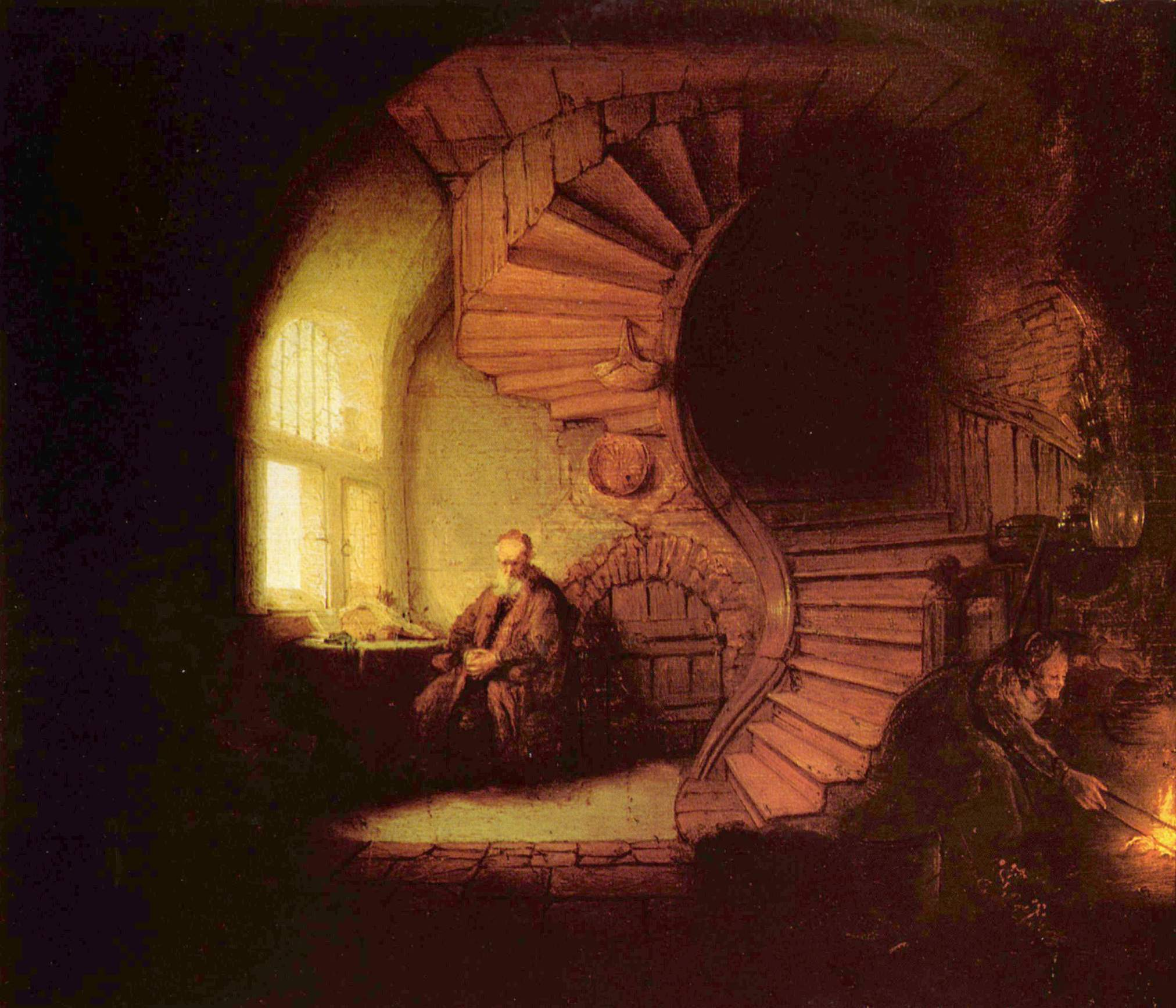
Rembrandt, Le Philosophe, musée du Louvre, Paris

Les philosophes lisent la Bible est un ouvrage du philosophe et théologien Xavier Tilliette, jésuite et historien de la philosophie. Publié en 2001 aux éditions du Cerf, ce livre a obtenu le prix du Cardinal-Grente de l'Académie française. L'auteur a dédié ce texte à son ami Paul Ricœur.

## Principe de l'ouvrage
Xavier Tilliette se propose de choisir plusieurs épisodes de la Bible lorsque « quelques philosophes se sont donné rendez-vous auprès d'un récit, d'un verset, d'un événement, qu'ils ont, sinon décortiqué, du moins réinterprété à leur manière ». 
L'auteur voit dans le binôme Bible-philosophie une « variante de l'association Révélation-philosophie » tout en interrogeant cette relation a priori antinomique. Il lui semble que, « chez bon nombre de philosophes, malgré l'hommage qu'ils adressent à la Bible, parfois de manière ostentatoire, le Livre sacré n'a pas pénétré dans le tissu de la philosophie ». À titre d'exemple, il cite Descartes, Leibniz, Jacobi[Lequel ?], Schopenhauer, Jaspers, et fait remonter une « véritable explication entre Bible et philosophie » au Traité théologico-politique de Spinoza.
Parmi ces épisodes abordés par les philosophes, de Spinoza au XXe siècle, en passant par Schelling, Nietzsche et l'« exégèse lyrique du XIXe siècle », Xavier Tilliette distingue plus particulièrement la Création, Caïn, le sacrifice d'Abraham, la lutte de Jacob avec l'Ange, le Buisson ardent, le personnage de Job, le mystère de Noël et la tentation du Christ. L'auteur constate que, paradoxalement, plusieurs de ces textes à forte teneur symbolique ont moins suscité de commentaires que d'autres parmi les philosophes.